# The Line King: The Al Hirschfeld Story
The Line King: The Al Hirschfeld Story ist ein US-amerikanischer Dokumentarfilm von Susan Warms Dryfoos aus dem Jahr 1996.

## Handlung
Der Film stellt ein Filmporträt vom Karikaturisten Al Hirschfeld da. Es besteht aus einem Interview mit dem damals 93-jährigen Karikaturisten. Er erzählt von seinem Leben und seiner lebenslangen Arbeit als Karikaturisten. Auch Weggefährten, Porträtierte und Verwandte kommen zu Wort, darunter auch seine Ehefrau Dolly Haas und seine Tochter Nina Hass, deren Namen er in seinen Karikaturen versteckte. Die Erzählung wird von passenden Bildern begleitet.

## Hintergrund
Der Film hatte seine Premiere am 27. September 1996. Nach der rund 90-minütigen Spielfilmfassung wurde der Film auf 45 Minuten gekürzt und am 1. Juni 1999 in der Reihe American Masters auf PBS ausgestrahlt.
Der Film wurde bei der Oscarverleihung 1997 in der Kategorie Bester Dokumentarfilm nominiert.